# Gil Cordovés
Gil Cordovés Pérez nacido el 14 de marzo de 1965 en Cuba, es un ciclista venezolano.

## Palmarés
1995
Juegos Panamericanos
1999
1.º Etapa 7 Vuelta a Venezuela
2000
Vuelta a Venezuela
1.º Puntos
1.º Sprints
2001
1.º Etapas 2, 3, 8, 10b & 13 Vuelta a Venezuela
1.º Prólogo Vuelta a Costa Rica
2002
1ero Etapas 1, 4, 9b & 10 Vuelta a Venezuela
1.º Prólogo Vuelta a Costa Rica
2003
1.º Clásico Corre Por La Vida
1.º Etapas 1, 3, 5b, 6, 8, 12 & 14 Vuelta a Venezuela
1.º Etapa 3 Vuelta a Colombia
2004
1.º General Clásico Aniversario Federación Ciclista de Venezuela
1.º General Vuelta al Zulia
1.º Etapas 1, 2, 5, 7, 9b, 13 & 14 Vuelta a Venezuela
1.º Etapa 5 Tour de Río
2005
1.º General Vuelta al Zulia
1.º Etapas 1, 4, 5 & 6
1.º Etapas 5, 12 & 14 Vuelta a Venezuela
1.º Prólogo, Etapas 5a & 9 Vuelta Independencia Nacional
1.º Etapas 1 & 2 Vuelta a Aragua
1.º Etapa 2 Vuelta al Táchira
2006
1.º General Vuelta al Zulia
1.º Etapas 2a, 2b, 4, 6, 7a & 7b
1.º General Vuelta a Portuguesa
1.º Etapas 2, 3, 4b & 5
1.º General Clásico Aniversario Federación Ciclista de Venezuela
1.º Etapas 1, 3, 6, 7, 9, 11 & 14 Vuelta a Venezuela
1.º Etapas 1, 2 & 3 Vuelta a Trujillo
1.º Etapas 2b & 3 Vuelta a Yacambu-Lara
1.º Etapa 1 Vuelta a Aragua
1.º Etapa 2a Vuelta al Oriente
1.º Etapa 3 Clásico Ciclístico Banfoandes
2007
1.º General Vuelta al Zulia
1.º Etapas 1, 2 & 4b
1.º Etapas 1b, 3, 7, 13 & 14 Vuelta a Venezuela
1.º Etapas 1, 2, 3, 4 & 6 Vuelta al Oriente
1.º Etapas 2, 4 & 6 Vuelta a Portuguesa
1.º Etapas 2b & 5 Vuelta a Yacambu-Lara
1.º Etapa 3 Clásico Pedro Infante
1.º Etapa 1 Clásico Ciclístico Banfoandes
2008
1.º General Vuelta a los Valles de Tuy
1.º Etapa 1
1.º Clásico Ciudad de Caracas
1.º Prólogo, Etapas 2, 5b, 6 & 9 Vuelta Independencia Nacional
1.º Etapas 6, 8 & 13 Vuelta a Venezuela
1.º Etapas 2 & 4 Clásico Ciclístico Banfoandes
1.º Etapa 2 Vuelta al Oriente
1.º Etapa 1 Vuelta al Zulia
2.° Clásico Corre Por La Vida
3.° Virgen de la Candelaria
2012
Vuelta a Venezuela
1.º Etapa 3
1.º Sprints

## Equipos
- 2001  Café de Costa Rica
- 2002  Gobernación del Zulia
- 2002  Gobernación de Mérida
- 2003  Gobernación del Zulia
- 2004  Gobernación del Zulia
- 2005  Gobernación del Zulia
- 2006  Gobernación del Zulia
- 2007  Gobernación del Zulia
- 2008  Universidad Autónoma de Guadalajara
- 2012  Gobernación del Zulia
- 2014  Gobernación del Táchira